# Good To Go Lover
A Good To Go Lover című album az amerikai Gwen Guthrie 1986-ban megjelent albuma, mely kiadott albumai közül a legsikeresebb albumnak mondható. Az albumról az első kimásolt dal, az énekesnő máig egyetlen első helyezettet elért dala a Ain’t Nothin’ Goin’ on But the Rent című dal, mely több slágerlistára is felkerült.

## Megjelenések
LP  Polydor – 829 532-1 Y-1
- A1	(They Long To Be) Close To You 5:33 Written-By – B. Bacharach / H. David
- A2	Outside In The Rain 5:19 Written-By – B. Jackson, D. Conley, D. Townsend, J. Thompson
- A3	Good To Go Lover 6:04 Written-By – B. Hagans, G. Guthrie
- A4	You Touched My Life 5:08 Written-By – G. Guthrie
- B1	Ain’t Nothin’ Goin’ on But the Rent 5:55 Written-By – G. Guthrie
- B2	I Still Want You 4:42 Written-By – B. Jackson, D. Conley*, D. Townsend
- B3	Stop Holding Back 6:01 Written-By – B. Jackson, D. Conley*, D. Townsend
- B4	Passion Eyes 5:05 Written-By – C. Rogers

## Slágerlista
| 1986 | Good To Go Lover | 89 | 20 | 99 | 17 | 42 |

## Közreműködő előadók
- Főrendező – Bill Hagans, Brian Morgan
- Rendező [Húros hangszerek] – Onaje Gumbs
- Ének, háttérének  – Gwen Guthrie
- Fotó és stylist – Breelun Daniels
- Dob programok – Bill Hagans, Brian Morgan, Dave "Pic" Conley* (tracks: A2, B2 to B4), Sly Dunbar
- Mérnök – Danny Grigsby, Kendal Stubbs, Paul Higgins, Scott James, Steve Kahn
- Producer  – Jerome Gasper
- Gitár – Ira Siegel
- Billentyűs hangszerek – Bernie Worrell, Bill Hagans, Brian Morgan, Dave "Pic" Conley, Dave Townsend, Gary Henry, Michael Clark, Onaje Gumbs, William Rhinehart
- Master – Jack Skinner
- Mix – Pic, Gregg Mann, Gwen Guthrie, Harvey Goldberg, Jerome Gasper, Larry Levan, Matthew "Krash" Kasha
- Ütős hangszerek – Danny Grigsby, Dave "Pic" Conley, Jimmy Maelen
- Fényképezte – Bill Wylie
- Producer – Gwen Guthrie
- Producer [Associate Producer] – Dave "Pic" Conley
- Producer [Production Assistant] – Ernestine Bell
- Felvételvezető – Gregg Mann, Julian Robertson, Tom Zepp
- Húsor hangszerek – Onaje "Maestro" Gumbs
- Szintetizátor [& Moog Bass] – Bill Hagans, Brian Morgan, Dave "Pic" Conley* (dalok: A2, B1 to B4), Onaje Gumbs